# Сото (село)
Сото (якут. Сото) — село в Мегино-Кангаласском улусе Якутии России. Входит в состав Догдонгинского наслега.

## География
Село находится в центральной части республики на Центрально-Якутской равнине, в зоне тайги и в подзоне среднетаёжных лесов, у озеро Сото, на расстоянии 8 км от села Бёкё, центра наслега, и 46 км от посёлка городского типа Нижний Бестях, административного центра улуса.
Климат
В населённом пункте, как и во всем районе, климат резко континентальный, с продолжительным зимним и коротким летним периодами. Зимой погода ясная, с низкими температурами. Устойчивые холода зимой формируются под действием Сибирского антициклона. Средняя температура января −41…-42 °С, июля +17…+18 °С. Осадков выпадает 200—255 мм в год.

## История
Согласно Закону Республики Саха (Якутия) от 30 ноября 2004 года N 173-З N 353-III село вошло в образованное муниципальное образование Догдонгинский наслег.

## Население
| 2002 | 2010 | 2021 |
| ---- | ---- | ---- |
| 28   | ↘3   | ↘0   |

### Национальный состав
Согласно результатам переписи 2002 года, в национальной структуре населения якуты составляли 100 % из 28 чел.

## Экономика
Животноводство (мясо-молочное скотоводство, мясное табунное коневодство).